# Lago Caburgua
Lago Caburgua är en sjö i Chile.   Den ligger i regionen Región de la Araucanía, i den södra delen av landet, 600 km söder om huvudstaden Santiago de Chile. Lago Caburgua ligger 470 meter över havet. Arean är 53 kvadratkilometer. Den sträcker sig 15,1 kilometer i nord-sydlig riktning, och 8,8 kilometer i öst-västlig riktning.
Runt Lago Caburgua är det glesbefolkat, med 15 invånare per kvadratkilometer.